# Итальянцы в Крыму
Итальянцы (итал. Italiani di Crimea, укр. Італійці Криму) являются одним из малочисленных, но исторически значимых народов современного Крыма. В настоящее время численность людей, имеющих полное или частичное итальянское происхождение, составляет порядка 300—500 человек, действуют две общественных организации, объединяющие потомков итальянских семей. Согласно данным переписи населения Крыма 2014 года, в Крыму итальянцами себя назвали 77 человек.

## История

### Средние века
Несмотря на давнее (с конца XII века) и весьма значительное присутствие итало-романских народов в Крыму, остатки средневекового итало-романского населения полуострова подверглись татаризации и на момент включения его в состав Российской империи не сохранились как организованная община. Возможно также, что после османского завоевания остатки итальянцев-христиан влились в ряды довольно многочисленной греческой общины Крымского полуострова, которая затем была переселена Екатериной II в 1778 году в окрестности Мариуполя (тогда же армяне Крыма были переселены в Нахичевань-на-Дону). Не исключено, что с упадком морской торговли в крымских водах какая-то их часть переместилась в Стамбул, Измир и другие крупные города Османской империи: в 1933 в этих двух городах проживало почти 33 000 членов потомков семей средневековых генуэзских поселенцев в Восточном Средиземноморье.

### Новое время
В большинстве своём современные крымские итальянцы являются потомками моряков, портовых работников, крестьян и строителей и их семей, которые прибыли несколькими волнами (крупнейшая и самая первая была в 1820 году, отдельные семьи продолжали переселение вплоть до 1900 года) в поисках работы и дальнейшего постоянного поселения на территории российского полуострова Крым из итальянских городов Бари, Трани, Бишелье, Битонто и Мольфетта (область Апулия на Адриатике). Часть семей прибыла из областей Кампания, Венеция и Лигурия. Стимулом к переселению в этот период служил и интенсивный отток крымских татар в Османскую империю (мухаджирство), в ходе которого высвободилось много пригодных для ведения сельскохозяйственных земель имеющих схожий с Италией средиземноморский климат.
Первая группа переселенцев состояла из примерно 30 семей. В начале XIX века Керчь стала важным центром морской торговли с Сардинским королевством, существовавшим на территории современной Италии. В Керчи было открыто и консульство королевства Сардиния и королевства Двух Сицилий. Антонио Феличе Гарибальди, дядя Джузеппе Гарибальди, был одним из консулов. Наличие консульства и быстрорастущей итальянской диаспоры в Крыму сделали участие Сардинского королевства в войне 1856 году против Российской империи совсем неслучайным. На склоне горы Гасфорт ныне располагается памятник сардинским солдатам, которые погибли в боях против Российской империи во время Крымской войны 1855—1856 годов.
Наиболее компактно итальянские семьи селились в сельских предместьях Феодосии и Керчи, которые в настоящее время являются частью городской черты. В 1840 году итальянцы построили первый католической собор в Керчи, ставший одним из островков христианства, постепенно возрождающегося на полуострове после более чем 300-летнего доминирования ислама. При католической церкви монахини-итальянки вязали тонкие кружева.
И. И. Пузанов оставил такое описание итальянской (генуэзской) диаспоры в Феодосии: "Капитан Вишиа (Viscia) был по национальности "женовезцем", или "керченским итальянцем", представителем в прошлом довольно многочисленной в Керчи и Феодосии итальянской колонии, как это ни странно, сохранившейся там, несмотря на все исторические передряги, еще со времен средневековых генуэзских колоний. Несмотря на то, что эти женовезцы достаточно обрусели и внешне почти не отличались от русского населения крымских городов, они в описываемое мною время еще цепко держались за католическую религию и отнюдь не забывали и родного языка; больше того, они не вполне утратили связь и с древней своей метрополией и иногда ездили в Геную повидать родичей, закончить образование и вообще понабраться итальянского духа".
К началу XX века крымские итальянцы были довольно многочисленной и постоянно растущей общиной за счёт высокого естественного прироста. В Керчи действовала итальянская начальная школа, клуб и библиотека. Местная газета «Керченский рабочий» уже в советское время регулярно публиковала статьи на итальянском языке. По данным всероссийской переписи 1897 года, 1,8 % Kерченскогo уезда были итальянцами, а в 1921 около 3 000 человек или 2 % имели итальянское происхождение. Был создан итальянский колхоз «Сакко и Ванцетти» (был назван в честь осуждённых в США рабочих-итальянцев), в который вступали и некоторые эмигрировавшие в СССР итальянские коммунисты и антифашисты. В период расцвета члены итальянской общины участвовали в активных перекрёстных миграциях по всем городам российского Причерноморья: Одесса, Мариуполь, Севастополь, Симферополь, Донецк, Дружковка, Новороссийск, Батуми.

### Национальный состав Керчь-Еникальского градоначальства по переписи 1897 года
Согласно переписи 1897 года итальянцы были 7-м по численности народом региона:
- русские — 24 370 чел. (55,8 %),
- украинцы (малороссы) — 7037 чел. (16,1 %),
- евреи — 4429 чел. (10,1 %),
- крымские татары — 2563 чел. (5,9 %),
- греки — 2015 чел. (4,6 %),
- поляки — 877 чел. (2,0 %),
- итальянцы — 816 чел. (1,9 %),
- армяне — 709 чел. (1,6 %)

## Депортация и реабилитация
По переписи 1933 года доля итальянцев в Керченском районе сократилась до 1,3 % населения. Для итальянской общины Керчи благодаря коммунистам-политэмигрантам газета «Керченский рабочий» в 1920-е годы регулярно публиковала материалы на итальянском языке. В путеводителе Баранова «Крым» 1935 года говорится, что итальянцы в то время проживали в районе Керчи числом около 1500 человек (совхоз «Сакко и Ванцетти», с 1948 года — Егорово), занимались сельским хозяйством, выращивая, в основном, помидоры.
28-29 января 1942 года после занятия полуострова советскими войсками в ходе Керченско-феодосийской десантной операции по распоряжению НКВД были высланы в Казахстан 135 итальянских семьи из Керчи и округи, всего 416 человек, в том числе 80 граждан других национальностей, членов смешаных семей, о чём нарком внутренних дел КрАССР Г. Т. Каранадзе доложил в рапорте от 31 января 1942 года заместителю наркома обороны Л. З. Мехлису. По некоторым данным выселение продолжилось 8-10 февраля и всего число депортированных составило 438 человек.
В ходе депортации в середине XX века народ понёс невосполнимые демографические потери. Первую партию депортируемых вывозили на судне, но произошла страшная буря, и судно затонуло вместе с пассажирами, спасти удалось лишь одного. В 1953-54 годах итальянцам было позволено вернуться в Крым. Традиционный день памяти жертв депортации в общине отмечается в первое воскресенье после 28 января.
Долгое время наиболее остро стояла проблема реабилитации репрессированных итальянцев. В период суверенной Украины преследования народов Крыма по политическим мотивам официально не признавались, в том числе и из-за нехватки средств на реституцию. Благодаря действию итальянской журналистки Стефании Дзини — председателя комиссии этнографии и антропологии Московского центра Русского Географического Общества и оператора Никиты Хохлова был снят сюжет об итальянской диаспоре Крыма, который был представлен в программе «Россия, любовь моя!».
В апреле 2014 года, после включения Крыма в состав РФ, российские граждане итальянской национальности смогли воспользоваться положениями о реабилитации жертв сталинских репрессий, которые позволяют им рассчитывать на определённую компенсацию и реституцию конфискованного имущества, в том числе даже на недвижимость, если она не была уничтожена во время операций ВОВ или национализирована.
В ходе встречи с бывшим итальянским премьер-министром С. Берлускони в Крыму 12 сентября 2015 года президент России Владимир Путин сообщил, что внёс изменения в указ о реабилитации крымских народов, расширив список и включив в него итальянцев, которые вернулись на полуостров после депортации.
21 апреля 2016 года, во время празднования второй годовщины Указа о реабилитации депортированных народов Крыма, на памятном знаке «Против жестокости и насилия» в Керчи открыли обновлённую табличку, добавив в список высланных народов и итальянцев.
В июле 2016 года Стефания Дзини и Никита Хохлов провели антропологические и демографические исследования итальянского населения г. Керчи.